# Basiskonzept
Als Basiskonzept versteht man in der Didaktik die strukturierte Vernetzung aufeinander bezogener Begriffe, Theorien und erklärender Modellvorstellungen, die sich aus der Systematik eines Faches zur Beschreibung elementarer Prozesse und Phänomene historisch als relevant herausgebildet haben.
Die Schüler sollen dadurch erkennen, dass sich bestimmte grundlegende Erkenntnisse eignen, ein konzeptionelles Verständnis für Sachverhalte aufzubauen. Neue Sachverhalte, unbekannte Beispiele und bekannte Tatsachen, die in einem unüblichen Zusammenhang auftauchen, erschließen sich somit durch ein grundlegendes Verständnis der jeweiligen Wissenschaft. Die Lernenden erwerben damit die Fähigkeit, problemlösend zu denken.
Basiskonzepte sind zuerst in den Didaktiken der Naturwissenschaften formuliert worden. Sie sollen von den vorgefundenen Alltagsbegriffen der Kinder ausgehen und sie zunehmend schärfen helfen. Conceptual Change ist die tragende Theorie, die Elementen der Entwicklungspsychologie von Jean Piaget und konstruktivistischen Ansätzen entstanden ist (Wolfgang Schnotz 1998, Robin Stark 2003). Einen Transfer für den Geschichtsunterricht hat der schwedische Forscher Ola Halldén entwickelt.
Basiskonzepte können als Leitlinie dienen, müssen es aber nicht. Je nach Autor findet man unterschiedliche Bezeichnungen, Untergliederungen sowie weitere Formulierungen. In den EPA der Naturwissenschaften und Mathematik werden sie als Leitideen bezeichnet.
Basiskonzepte haben inzwischen Eingang in die Lehrpläne verschiedener Bundesländer und in die unterschiedlichen Fachdidaktiken, u. a. auch in der Geschichtsdidaktik und Politikdidaktik, gefunden. Für die Basiskonzepte der Biologie- und Geographiedidaktik finden sich zudem mobile Anwendungen, die Erklärungen und Anwendungsmöglichkeiten aufzeigen.

## Fächer
Beispiele für Basiskonzepte in den Fächern:
- Biologie
  1. Struktur und Funktion
  2. Kompartimentierung
  3. Steuerung und Regelung
  4. Stoff- und Energieumwandlung
  5. Information und Kommunikation
  6. Reproduktion
  7. Variabilität und Angepasstheit
  8. Geschichte und Verwandtschaft[8]

- Chemie
  1. Stoff-Teilchen-Konzept: Die erfahrbaren Phänomene der stofflichen Welt und deren Deutung auf der Teilchenebene werden konsequent unterschieden.
  2. Struktur-Eigenschafts-Konzept: Art, Anordnung und Wechselwirkung der Teilchen bestimmen die Eigenschaften eines Stoffes.
  3. Donator-Akzeptor-Konzept: Säure-Base- und Redoxreaktionen lassen sich als Protonen- bzw. Elektronenübergänge beschreiben.
  4. Energiekonzept: Alle chemischen Reaktionen sind mit einem Energieumsatz verbunden.
  5. Gleichgewichtskonzept: Reversible chemische Reaktionen können zu einem Gleichgewichtszustand führen.[9]
- Physik
  1. B-M Materie
  2. B-K Kräfte und Wechselwirkungen
  3. B-E Energie
  4. B-S Schwingungen und Wellen[10]
- Geographie
  1. Mensch-Umwelt-System
  2. Struktur, Funktion, Prozess
  3. Nachhaltigkeitsviereck
  4. Maßstabsebenen
  5. Zeithorizonte
  6. Vier Raumkonzepte[11]

- Geschichte[12]
  1. (historische Konzepte) Zeitverläufe, Zeitpunkte, Zeiteinteilungen
  2. (gesellschaftliche Konzepte) Vielfalt, Kommunikation, Handlungsspielräume, Normen, Macht, Struktur, Lebens-/Naturraum, Verteilung, Arbeit
  3. (epistemische Konzepte) Perspektive, Bauplan, Auswahl, Belegbarkeit
- Politik[13]
  1. System, Akteure, Bedürfnisse
  2. Grundorientierungen (Legitimation, Gemeinwohl, Gerechtigkeit, Anerkennung, Freiheit, Gleichheit, Ordnung)
  3. Macht (Öffentlichkeit, Konflikt, Verfahren, Gewalt)
  4. Wandel[14]